# Euthalia acontius
Euthalia acontius är en fjärilsart som beskrevs av William Chapman Hewitson 1874. Euthalia acontius ingår i släktet Euthalia och familjen praktfjärilar. Inga underarter finns listade i Catalogue of Life.